# Grigori Abramowitsch Schain
| Wanda (Asteroid)   | 16. August 1925 |
| Grubba (Asteroid)  | 22. Juni 1925   |
| Ukraina (Asteroid) | 16. August 1925 |

Grigori Abramowitsch Schain (russisch Григорий Абрамович Шайн; * 19. April 1892 in Odessa; † 4. August 1956 in Moskau) war ein sowjetischer Astronom. In der modernen englischen Literatur wird sein Nachname oftmals als Shayn verzeichnet, aber seine astronomischen Errungenschaften laufen unter dem Namen G. Shajn. Eine weitere gebräuchliche Schreibung ist Schajn.

## Leben und Werk
Schain war der Ehemann von Pelageja Fjodorowna Schain (Пелагея Фёдоровна Шайн), ebenfalls eine russische Astronomin.
Schain arbeitete auf dem Gebiet der Astrospektroskopie und der Physik von Gasnebeln. Zusammen mit Otto von Struve studierte er die schnelle Rotation von Sternen junger Spektralklassen und maß die Radialgeschwindigkeit von Sternen. Er entdeckte neue Gasnebel und anomale Isotopenhäufigkeit von 13C in Sternatmosphären.
Schain wurde 1939 Mitglied der Russischen Akademie der Wissenschaften und war zusätzlich Mitglied zahlreicher ausländischer Organisationen wie der Royal Astronomical Society. Von 1945 bis 1952 war er Direktor des Krim-Observatoriums.
Er entdeckte einige Asteroiden und war Mitentdecker des nichtperiodischen Kometen C/1925 F1 (Shajn-Comas Solá), auch als Komet 1925 VI oder Komet 1925a bekannt. Der periodische Komet 61P/Shajn-Schaldach wurde jedoch nicht durch ihn, sondern durch seine Frau mitentdeckt.

## Mitgliedschaft und Ehrungen
1947 wurde Schain in die American Academy of Arts and Sciences gewählt. Er war Ehrendoktor der Universität Kopenhagen.
Der Mondkrater Shayn und der Asteroid (1648) Shajna wurde nach ihm bzw. seiner Ehefrau benannt.